# Our New Errand Boy
Our New Errand Boy è un cortometraggio muto del 1905, diretto da James Williamson.
Il film è interpretato dal figlio del regista, Tom Williamson, uno dei primi attori bambini professionisti del cinema, presente in diverse pellicole, generalmente dirette dal padre (che qui è anche interprete del film). Il filone è quello inaugurato dai fratelli Auguste e Louis Lumière con L'innaffiatore innaffiato (1895): scenette comiche che hanno per protagonisti ragazzini dispettosi. Qui la trama si fa più complessa ed elaborata, includendo una delle prime scene di inseguimento della storia del cinema.

## Trama
Un fattorino dispettoso (Tom Williamson), inviato dal droghiere (James Williamson) a consegnare la merce a domicilio, provoca il caos nelle strade di Hove. Quando torna al negozio, trova tutte le sue vittime che lo aspettano. Ne segue una fuga avventurosa, nella quale il ragazzo impenitente ha ben presto la meglio sui suoi inseguitori e se la ride alla grande di loro.

## Produzione
Il film fu prodotto dalla Williamson Kinematograph Company.

## Distribuzione
Il film fu distribuito nel Regno Unito dalla Charles Urban Trading Company nell'agosto 1905 e negli Stati Uniti dalla Society Italian 'Cines' nel marzo 1908.